# Kensington (Californië)
Kensington is een plaats in Contra Costa County in de Amerikaanse staat Californië.

## Geografie
Kensington bevindt zich op 37°54′22″ NB en 122°16′44″ WL. De totale oppervlakte bedraagt 3,0 km² (1,1 mijl²) waarvan slechts 0,87% water is.

## Demografie
Volgens de census van 2000 bedroeg de bevolkingsdichtheid 1657,2/km² (4301,9/mijl²) en bedroeg het totale bevolkingsaantal 4.936 dat bestond uit:
- 81,77% blanken
- 2,55% zwarten of Afrikaanse Amerikanen
- 0,24% inheemse Amerikanen
- 10,58% Aziaten
- 0,02% mensen afkomstig van eilanden in de Grote Oceaan
- 0,91% andere
- 3,93% twee of meer rassen
- 3,48% Spaans of Latino

Er waren 2192 gezinnen en 1372 families in Kensington. De gemiddelde gezinsgrootte bedroeg 2,25.

## Plaatsen in de nabije omgeving
De onderstaande figuur toont nabijgelegen plaatsen in een straal van 8 km rond Kensington.